# Centre Richelieu
Le Centre Richelieu était l'aumônerie catholique des étudiants parisiens. Créé en 1945 par l'abbé Maxime Charles, le centre fut ensuite dirigé, de 1959 à 1969, par l'abbé Lustiger, futur cardinal, puis par Jacques Perrier, futur évêque de Tarbes et Lourdes.

## Histoire
En 1944, le cardinal Suhard, archevêque de Paris, sur proposition de l'abbé Jean Rupp, sous-directeur des Œuvres pour le Diocèse de Paris chargé des étudiants, proposa à l'abbé Charles,  alors qu'il était vicaire à Saint-Étienne-du-Mont, de devenir directeur du foyer des étudiants catholiques de la Sorbonne. Cette nomination, qui devint officielle en 1945, était délicate en raison de la présence de plusieurs autres aumôniers officieux auprès des étudiants parisiens. Dans une Sorbonne d'après guerre, qui n'était pas sortie indemne de tant de bouleversements, l'abbé Charles réussit pourtant en quelques mois à poser, sur la base du Groupe catholique des Lettres, les fondations d'un centre beaucoup plus large qui rayonna pendant près d'un quart de siècle. 
L'activité du Centre Richelieu constituait un nouveau style d'aumônerie, où primait la formation des étudiants. Foyer de réflexion théologique mais aussi liturgique, le Centre Richelieu contribua à la formation humaine et spirituelle de plusieurs générations de jeunes catholiques. Il s'imposa à l'époque comme une alternative à l'idéologie marxiste qui imprégnait les syndicats étudiants, et jusqu'à certains mouvements de jeunesse catholique. Mgr Charles estimait ainsi, dès 1948, que « la JEC prend trop de risques avec les communistes ».
Le Centre publiait un journal, Tala Sorbonne, qui concurrençait le journal communiste Clarté. L'organisation du pèlerinage étudiant à Chartres, qui existait depuis 1935, se poursuivit en son sein. La Semaine Sainte des étudiants y naquit.

### Mai 68
Le 5 mai 1968, le président du Centre Richelieu fait partie des quatre étudiants condamnés à deux mois de prison ferme pour violence sur agent de police.
L'aumônier du Centre Richelieu, Jean-Marie Lustiger redoute les aspects totalitaires et blasphématoires du mouvement de mai 68 et refuse notamment que les étudiants du centre installent un stand à la Sorbonne.